# Pairney Bridge
Die Pairney Bridge ist eine nicht mehr genutzte, denkmalgeschützte Brücke in Perth and Kinross im Osten Schottlands. Sie überquert etwa zwei Kilometer östlich der Ortschaft Auchterarder den Pairney Burn und verband dadurch die nördlich entlang des Baches verlaufende Straße nach Dunning mit den südwestlich gelegenen Landwirtschaftsflächen und mit dem Weiler Easter Coul.
Erbaut wurde die einbogige Steinbrücke vermutlich zu Beginn des 18. Jahrhunderts. In der Mitte des Jahrhunderts wurden die Widerlager erweitert, um den Zugang zur Brücke zu verbessern. Etwa hundert Jahre später wurde ihre Nutzung aufgegeben und sie geriet in Verfall. Teile der Bogensteine fielen herab, die Zuwege sind mittlerweile überwachsen. 1989 wurde das Bauwerk als Listed Building der Kategorie B klassifiziert, seither steht es unter Denkmalschutz.